# Троїцьке (Сорочинський міський округ)
Тро́їцьке (рос. Троицкое) — село у складі Сорочинського міського округу Оренбурзької області, Росія.

## Населення
Населення — 480 осіб (2010; 573 у 2002).
Національний склад (станом на 2002 рік):
- росіяни — 85 %